# Ministerium für Kultur und islamische Führung
Das Ministerium für Kultur und islamische Führung (persisch وزارت فرهنگ و ارشاد اسلامی) bzw. kurz Erschad (ارشاد, DMG Eršād, ‚Anleitung‘) der Islamischen Republik Iran, im Deutschen auch Erschad-Ministerium genannt, ist eine Behörde, die für die Kontrolle der Kommunikation verantwortlich ist. Das Ministerium mit Sitz in der iranischen Hauptstadt Teheran, das aus dem umbenannten iranischen Kulturministerium hervorging, „überwacht die Medien, das Internet, Publikationen, Theatervorstellungen, Musikveranstaltungen, Kunstausstellungen sowie kulturelle und zivilgesellschaftliche Organisationen“.

## Zuständigkeit
„For the importation and exportation of motion picture, cinematographic and television films, audio tapes, phonographic discs, books and other publications, brochures, pamphlets, commercial advertisement products, business catalogues, pictures, gravures, paintings, tableaux, etc., licenses are required to be obtained from the Ministry of Culture and Islamic Guidance.“

 Das Ministerium ist zudem zuständig für die Erteilung von Dreh- und Reisegenehmigungen für ausländische Journalisten. Ein von Bundesaußenminister Frank-Walter Steinmeier initiiertes Konzert von Daniel Barenboims Orchester in Iran scheiterte im August 2015 daran, dass dessen Regierung laut dem Sprecher des Kultusministeriums „das zionistische Regime  nicht an[erkennt] und auch nicht mit Künstlern dieses Regimes zusammenarbeiten [wird]“. Mit „zionistisches Regime“ ist der Staat Israel gemeint, dessen Staatsbürgerschaft Barenboim neben der Palästinas besitzt.

## Liste der Minister
- Nasser Minatschi ناصر میناچی
- Abbas Duzduzani عباس دوزدوزانی
- Madschid Moadichah عبدالمجید معادیخواه
- 1982–1992: Mohammad Chatami سید محمد خاتمی
- 1993–1994: Ali Laridschani علی اردشیر لاریجانی
- 1997–2000: Ata'ollah Mohajerani عطاءالله مهاجرانی
- 1994–1997: Mostafa Mir-Salim سید مصطفی میرسلیم
- 2000–2005: Ahmad Masdsched-Dschamei احمد مسجدجامعی
- 2005–2009: Hossein Saffar Harandi محمدحسین صفار هرندی
- 2009–2013: Mohammad Hosseini سید محمد حسینی
- August 2013: Ali Dschannati علی جنتی
- 1. November 2016: Reza Salehi Amiri رضا صالحی امیری
- 19. Oktober 2016: Seyyed Abbas Salehi سید عباس صالحی